# Chiesa di Notre-Dame (Bordeaux)
La chiesa di Nostra Signora (in francese: Église Notre-Dame) è un luogo di culto cattolico di Bordeaux, in Francia, situato in piazza du Chapelet, in prossimità del Gran Teatro.
Costruita in stile barocco alla fine del XVII secolo, venne classificata come monumento storico dal 1908 e il suo organo dal 1971. La chiesa è rimasta chiusa tra il 1971 e il 1981, a causa del crollo di parte delle volte. Nel 1982 è stata inoltre restaurata all'esterno, ritrovando il colore originario della pietra. Possiede una notevole acustica ed ospita frequentemente concerti.

## Storia
In seguito ad una rivolta scoppiata a Bordeaux nel 1675, il re Luigi XIV vi decise l'ingrandimento del castello Trompette. Per l'allargamento venne demolito nel 1678 il convento dei Domenicani e l'annessa chiesa conventuale del XIII secolo e i frati decisero la costruzione di un altro grande convento con due chiostri ed una chiesa dedicata a San Domenico (nel 1802 ridedicata a Notre-Dame).
La chiesa venne progettata dall'architetto Pierre Duplessy-Michel, autore anche della vicina fortezza, che ne diresse i lavori dal loro inizio nel 1684 fino alla morte nel 1693, e dal collega Mathieu Labat. Alla morte del Duplessy-Michel lo sostituì nella direzione dei lavori il padre domenicano Jean Fontaine e i lavori furono conclusi nel 1707, data iscritta sulla chiave di volta della cappella.
Le forme architettoniche furono ispirate da quelle della chiesa del Gesù di Roma. L'orientamento fu rivolto ad est, al contrario della maggior parte delle chiese, per non entrare in conflitto con un vicino convento francescano.

## Descrizione

### Facciata

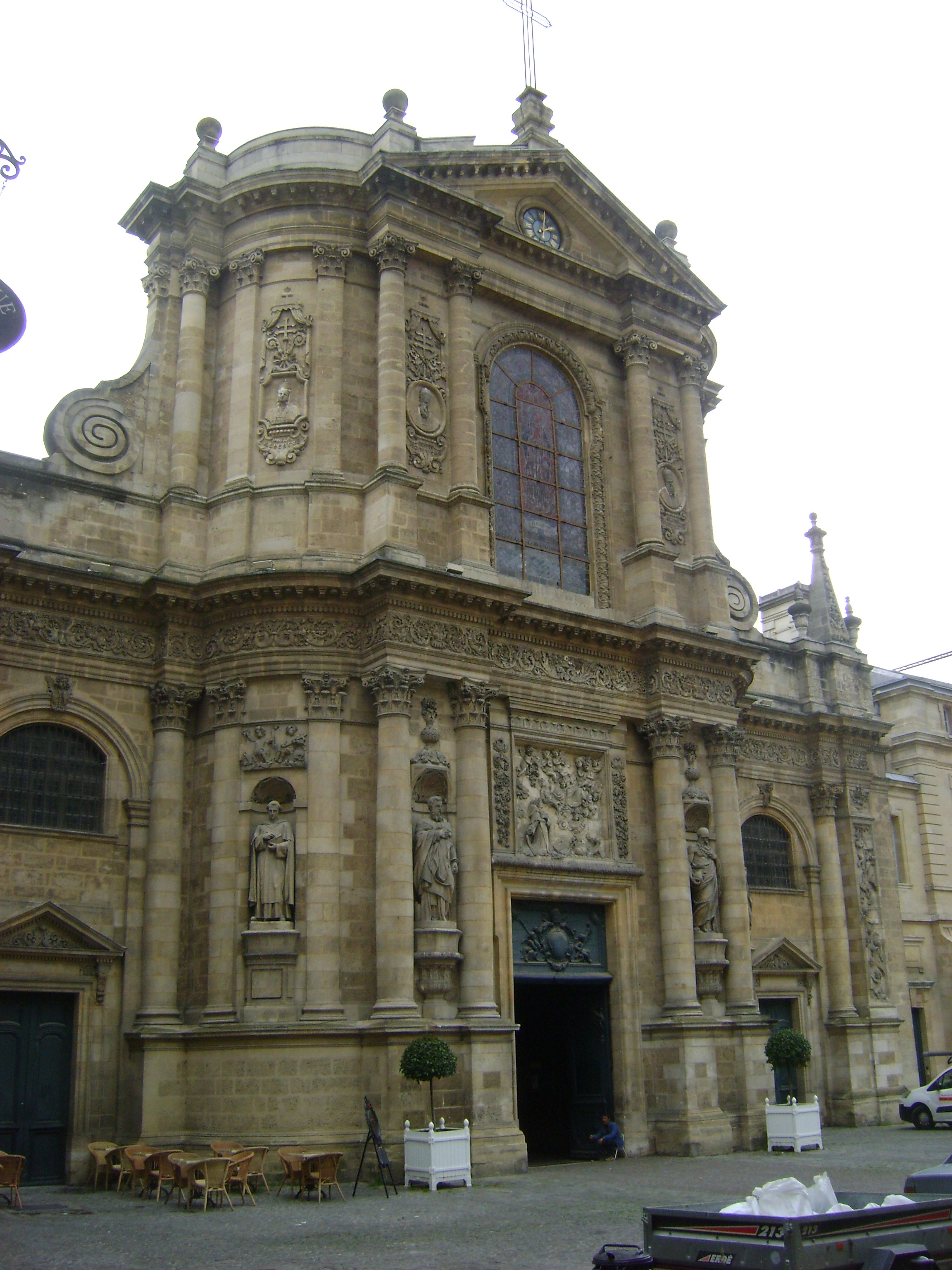
La facciata

La facciata riprende le modalità del barocco gesuita, con parte centrale a due ordini, raccordata alle ali più basse per mezzo di volute
Si articola in due ordini sovrapposti nella parte centrale. Coppie di colonne ravvicinate, ai lati del portale e del soprastante finestrone, sono trattate come avancorpi leggermente sporgenti e individuano edicole che ospitano statue di santi e medaglioni. La loro sovrapposizione definisce un movimento ascensionale, interrotto dalla trabeazione, con fregio riccamente decorato, che ricollega la parte centrali alle ali,. Il settore centrale sporge e si collega ai lati con elementi curvi convessi, con lesene che si alternano alle colonne creando ulteriore movimento.
Ospita sculture di Pierre Berquin e dei suoi figli Pierre e Jean, in particolare il rilievo con la Vergine che consegna il rosario a san Domenico. Il rosario (in francese: chapelet) ha dato il nome alla piazza su cui si affaccia la chiesa. All'ordine superiore sono quattro medaglioni con i ritratti dei quattro papi dell'ordine domenicano, e all'ordine inferiore quattro statue dei dottori della Chiesa (sant'Ambrogio, san Gregorio Magno, san Girolamo e sant'Agostino).

### Interno

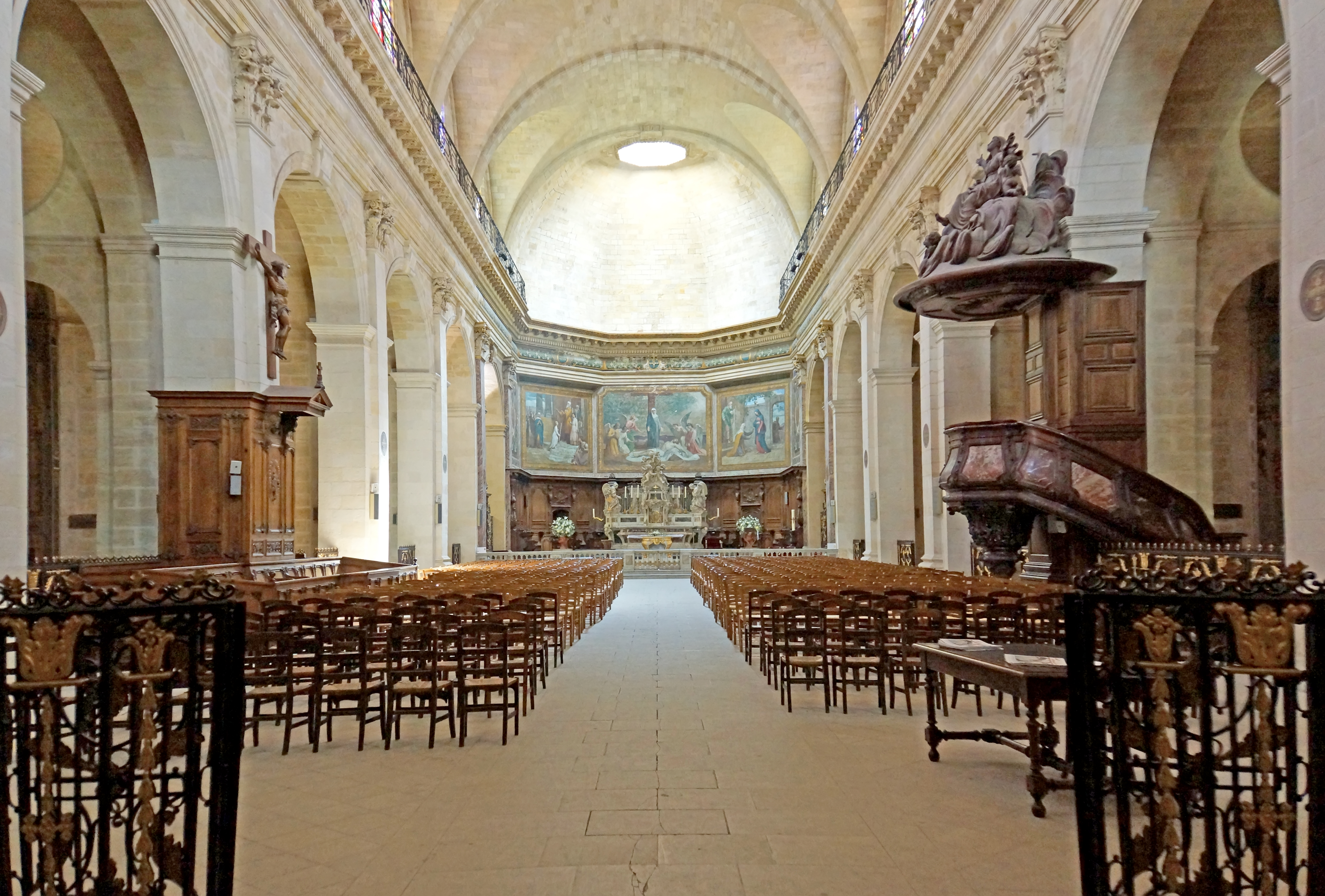
Interno

La navata centrale, piuttosto larga e di 60 m di lunghezza, è coperta da volta a botte e ornata da finestre con vetrate decorate. Sette grandi arcate ovali la separano su ogni lato dalle navate laterali, sormontate da un cornicione accentuatamente sporgente.
L'altare maggiore in marmi bianchi e colorati reca due angeli che sorreggono il tabernacolo, opera del 1751 dello scultore Jean-Baptiste Péru da Avignone. Il coro ha una cancellata in ferro battuto, opera dell'artigiano locale Jean Moreau e datata al 1781, ornata da medaglioni e coronata da due bassorilievi dorati con l'Ascensione del Signore e l'Assunzione di Maria. Gli affreschi dell'abside del 1834 rappresentano scene dalla vita della Vergine.
Nella navata centrale si conservano dipinti del pittore André Jean (frate domenicano e conosciuto come Frère André): San Domenico riceve il rosario dalle mani della Vergine, 1712, Visitazione, di incerta attribuzione, e I pellegrini di Emmaus, 1741. Altri due dipinti dello stesso autore si trovano nella navata laterale sinistra (Il martirio di san Pietro da Verona, 1718, e Estasi di san Tommaso d'Aquino, 1714), e un altro è ospitato nella navata laterale destra (Estasi di Santa Caterina da Siena, 1716.
Sulle navate laterali si aprono cappelle poco profonde. Due cappelle di maggiori dimensioni sono ai lati dell'altare maggiore: quella di sinistra, dedicata a Nostra Signora del Rosario e al Santissimo Sacramento, ospita due altri dipinti di Frère André (San Pio V in preghiera durante la battaglia di Lepanto, 1733, replica di un dipinto creato per la cattedrale di Notre-Dame di Rodez, e Santa Rosa di Lima che adora il Bambino Gesù, 1734) e sull'altare una statua della Vergine con Bambino. In quella di destra, dedicata a San Giuseppe, sono altri dipinti dello stesso autore (San Giacinto che cammina sulle acque del Dniepr, 1731, San Raimondo di Penafort, 1732, e Annunciazione, 1735).
All'inizio della navata laterale di destra è collocato un dipinto moderno con Santa Teresa del Bambino Gesù, opera del pittore Roganeau.

### Organi a canne

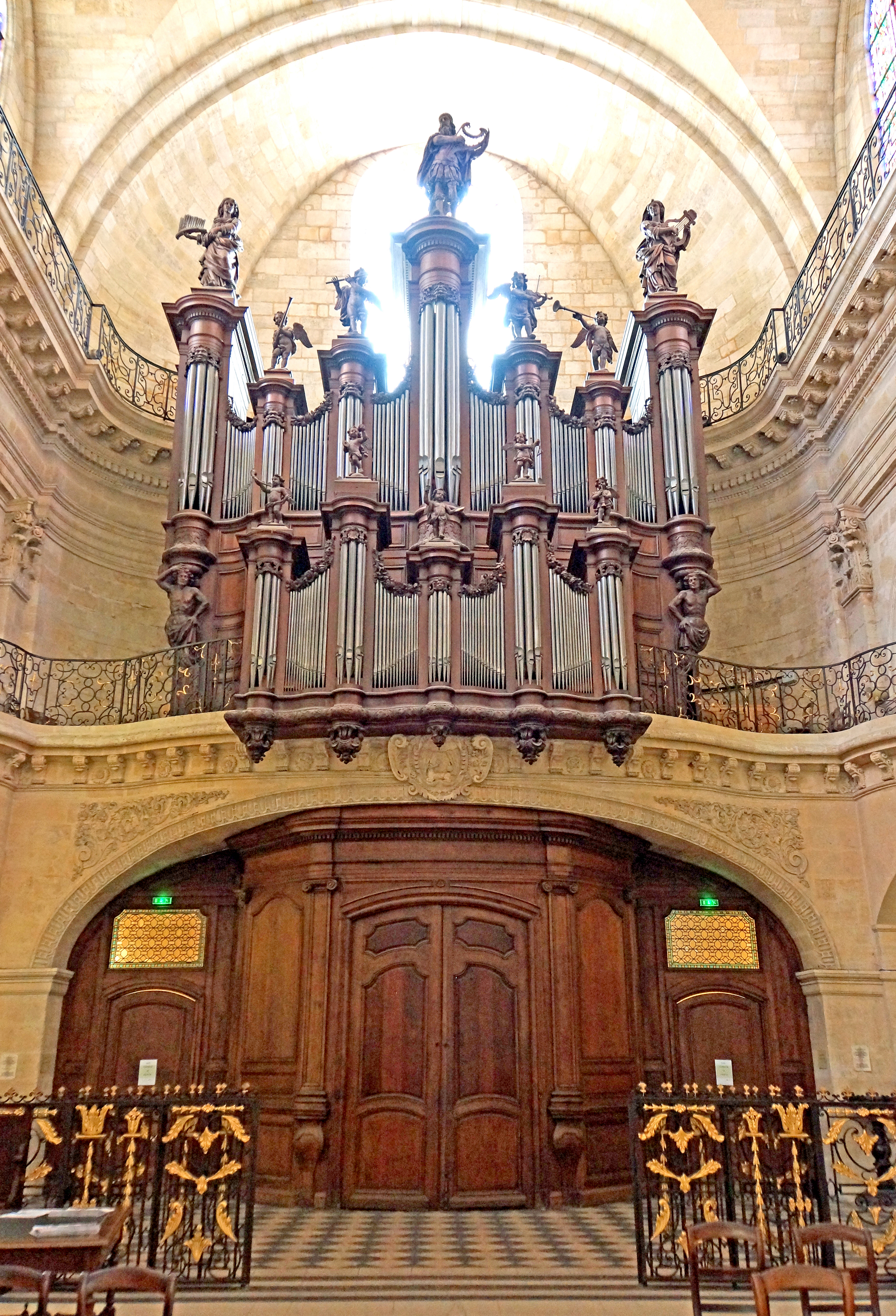
L'organo maggiore

Nel 1707 l'organo costruito qualche anno prima dall'inglese Jehan Haon per la chiesa distrutta, fu trasferito nel nuovo edificio. Nel 1785 i domenicani ne ordinarono uno nuovo al tedesco Godefroy Schmidt, decorato con angeli musicanti e statue di David e di santa Cecilia datate al 1781. Lo strumento, classificato come monumento storico nel 1971, venne restaurato nel 1982 in seguito ai danni subiti dal crollo di parte delle volte. L'organo è situato sulla cantoria in controfacciata, è a trasmissione mista, meccanica per i manuali e il pedale, elettrica per i registri, ed ha tre tastiere di 61 note ciascuna ed una pedaliera di 32. Il suo aspetto attuale si deve all'intervento effettuato nel 1982 dall'organaro Pesce.
Un secondo strumento si trova a pavimento al centro dell'abside; venne costruito dalla ditta Wenner nel 1877 ed ha 15 registri su due tastiere e pedaliera.

## Cour Mably
Il convento domenicano, ricostruito nel 1684 fu occupato come sede di uffici militari tra il 1797 e il 1885. Uno dei chiostri originari, che prese il nome di "cour Mably", era stato ceduto da Jean-Jacques Bel insieme alla sua biblioteca all'Accademia di scienze, lettere e belle arti di Bordeaux, che a partire dal 1740 ne fece una biblioteca pubblica. Nel 1790 fu sede della "Società degli amici della Costituzione", un circolo girondino. Fu proprietà nazionale a partire dal 1793 e fu ceduta alla città nel 1803. A partire dal 1887 ospitò il Museo delle antichità.
L'edificio, restaurato nel 1994, è oggi la sede regionale della Corte dei conti, mentre il chiostro e la sua sala capitolare ospitano mostre ed eventi culturali.